# Ceratogramma robustum
Ceratogramma robustum är en stekelart som beskrevs av Pinto 1991. Ceratogramma robustum ingår i släktet Ceratogramma och familjen hårstrimsteklar. Inga underarter finns listade i Catalogue of Life.